# Geoffroea spinosa
El Taque, almendrón (Geoffroea spinosa), umarí, azofaifo del Perú o azufaifo del Perú (Geoffroea spinosa) es un árbol de la familia de las fabáceas (o leguminosas).
Es un árbol grande y frondoso, con tallo e ramas con muchas espinas pequeñas. Cresce en las zonas inundables adyacentes a los ríos.
Los frutos son amarillos, de pulpa grasosa y ligeramente amarga. Se comen cocidos y condimentados.
La medicina tradicional usa como vermífugo al mesocarpo, y a las hojas mezcladas con los brotes, como emenagogos y antidiarréicos.

## Taxonomía
Geoffroea spinosa fue descrita por Nikolaus Joseph von Jacquin y publicada en Enumeratio Systematica Plantarum, quas in insulis Caribaeis 28. 1760.
Sinonimia
- Geoffroea bredemeyeri Kunth
- Geoffroea striata (Willd.) Morong
- Geoffroea striata (Willd.) J.F.Macbr.
- Geoffroea superba Humb. & Bonpl.
- Geoffroea superba Bonpl.
- Robinia striata Willd.[5]